# Royalton (Wisconsin)
Royalton – miasto w Stanach Zjednoczonych, w stanie Wisconsin, w hrabstwie Waupaca.